# Jordan Takov
Jordan Takov (bolgár: Йордан Таков) (1916 – ?) bolgár nemzetközi labdarúgó-játékvezető.

## Pályafutása

### Nemzetközi játékvezetés
A Bolgár labdarúgó-szövetség Játékvezető Bizottsága (JB) terjesztette fel nemzetközi játékvezetőnek, a Nemzetközi Labdarúgó-szövetség (FIFA) 1956-tól tartotta nyilván bírói keretében. Több nemzetek közötti válogatott és klubmérkőzést vezetett, vagy működő társának partbíróként segített. A bolgár nemzetközi játékvezetők rangsorában, a világbajnokság-Európa-bajnokság sorrendjében többedmagával a 12. helyet foglalja el 2 találkozó szolgálatával. Az aktív nemzetközi játékvezetéstől 1961-ben búcsúzott.
Válogatott mérkőzéseinek száma: 3.

#### Világbajnokság
A világbajnoki döntőhöz vezető úton Chilébe a VII., az 1962-es labdarúgó-világbajnokságra a FIFA JB bíróként alkalmazta.
| Időpont           | Helyszín                      | Mérkőzés típusa                                 | Mérkőzés           | Eredmény | Nézők száma |
| ----------------- | ----------------------------- | ----------------------------------------------- | ------------------ | -------- | ----------- |
| 1961. április 16. | Megyeri úti Stadion, Budapest | 369. válogatott mérkőzés (selejtező 4. csoport) | Magyarország–NDK   | 2 : 0    | 26 590      |
| 1961. október 15. | Városi Stadion, Ramat Gan     | AFC/UEFA/CAF rájátszás                          | Izrael–Olaszország | 2 : 4    | 50 000      |